# Hrvatska osobna iskaznica
Osobna iskaznica je osobni dokument izdan u Republici Hrvatskoj. Svaki hrvatski državljanin koji ima prebivalište u Hrvatskoj može dobiti osobnu iskaznicu a to je obaveza za sve građane starije od 18 godina. Ovaj dokument policija izdaje u ime Ministarstva unutarnjih poslova.
Verzije osobnih iskaznica izdanih u 2003., 2013. i 2021. godini vrijede kao putni dokumenti u većem dijelu Europe. Verzija izdana prije 2003. vrijedi samo u Hrvatskoj. 

## Povijest
SR Hrvatska imala je osobne iskaznice u vrijeme SFR Jugoslavije od 1974. Kad je zemlja postala neovisna, nova je iskaznica zamijenila staru s dvogodišnjim prijelaznim vremenom.

## Izgled
Slično kao i kreditna kartica, osobna iskaznica je plastična i pravokutne je forme, veličine 86 × 54 milimetara. 

### Inačica iz 2003. godine
S lijeve je strane hologram, a na desnoj je slika nositelja. Na gornjem rubu kartice naziv Republike Hrvatske dostupan je na dva jezika, hrvatskom i engleskom (REPUBLIKA HRVATSKA / REPUBLIC OF CROATIA), a ispod je naziv kartice dostupan je na istim dvama jezicima (OSOBNA ISKAZNICA / IDENTITY CARD). 
 

Opisi polja ispisani su na hrvatskom i engleskom jeziku. 
| - Prednja strana: - Prezime - Ime - Spol - Broj osobne iskaznice - Državljanstvo - Potpis - Datum rođenja - Datum isteka valjanosti | - Stražnja strana: - Boravište i adresa - Ime institucije koja je izdala iskaznicu - Datum izdavanja iskaznice - Strojno čitljivi podaci |

### Inačica iz 2013. godine
Verzija iz 2013. je redizajnirana da bude kompatibilna za instaliranje čipa elektroničke osobne iskaznice. Izdavanje elektroničkih osobnih iskaznica započelo je 2015. godine. Osim svih podataka dostupnih u verziji iz 2003., na stražnjoj strani nove osobne iskaznice nalazi se i osobni identifikacijski broj (OIB). 

### Inačica iz 2021. godine
Druga generacija hrvatske elektroničke osobne iskaznice izašla je 2. kolovoza 2021. godine. Nova, druga generacija eID-a bila je promjena koja je uslijedila nakon Uredbe EU-a 2019/1157. Stoga je najveća promjena to što je eID druge generacije također biometrijski. Ovu promjenu prati nova aplikacija Certilia koja građanima omogućuje korištenje novog eID-a za potpisivanje elektroničkih dokumenata digitalnim potpisom.

## Novčane kazne
Osobe starije od 18 godina, a koje nemaju valjanu osobnu iskaznicu, mogu platiti kaznu od 390 do 590 eura. Ako ne pokaže važeću osobnu iskaznicu policijskom službeniku na javnom mjestu, osoba može dobiti novčanu kaznu u iznosu od 20 eura.

## Međunarodna putovanja
Otkako je Hrvatska pristupila EU-u, u skladu s Ugovorom o pristupanju iz 2011., 1. srpnja 2013. hrvatska osobna iskaznica (osim verzije izdane prije 2003.) postala je valjana putna isprava unutar čitavog Europskog gospodarskog prostora (EEA). Hrvatska je završila pregovore o pristupanju EEA-u u studenom 2013. godine. Sporazum o sudjelovanju Hrvatske u EEA-u potpisan je u Bruxellesu 12. travnja 2014.
Danas je iskaznica valjani putni dokument u gotovo cijeloj Europi (osim Bjelorusije, Rusije, Ukrajine i Ujedinjenog Kraljevstva), kao i u Gruziji te u Francuskim prekomorskim teritorijima.